# Sudden Lights
Sudden Lights is een Letse muziekgroep.

## Biografie
Sudden Lights werd in 2012 opgericht in Riga. Drie jaar later brachten ze hun eerste single uit. In 2017 volgde een eerste album. Begin 2018 nam de band deel aan Supernova, de Letse preselectie voor het Eurovisiesongfestival. Met het nummer Just fine eindigde de groep als tweede. Vijf jaar later namen ze wederom deel aan Supernova, ditmaal met succes. Met Aijā won Sudden Lights de finale, waardoor de groep Letland mocht vertegenwoordigen op het Eurovisiesongfestival 2023 in het Britse Liverpool. Ze haalden de finale net niet.